# Paratus halabala
Espèce
Paratus halabala est une espèce d'araignées aranéomorphes de la famille des Liocranidae.

## Distribution
Cette espèce est endémique de la province de Narathiwat en Thaïlande,.

## Description
Le mâle holotype mesure 2,60 mm.

## Publication originale
- Zapata & Ramírez, 2010 : A new species of the genus Paratus Simon (Araneae: Liocranidae) from Thailand. Zootaxa, no 2418, p. 65-68.